# Obbicht

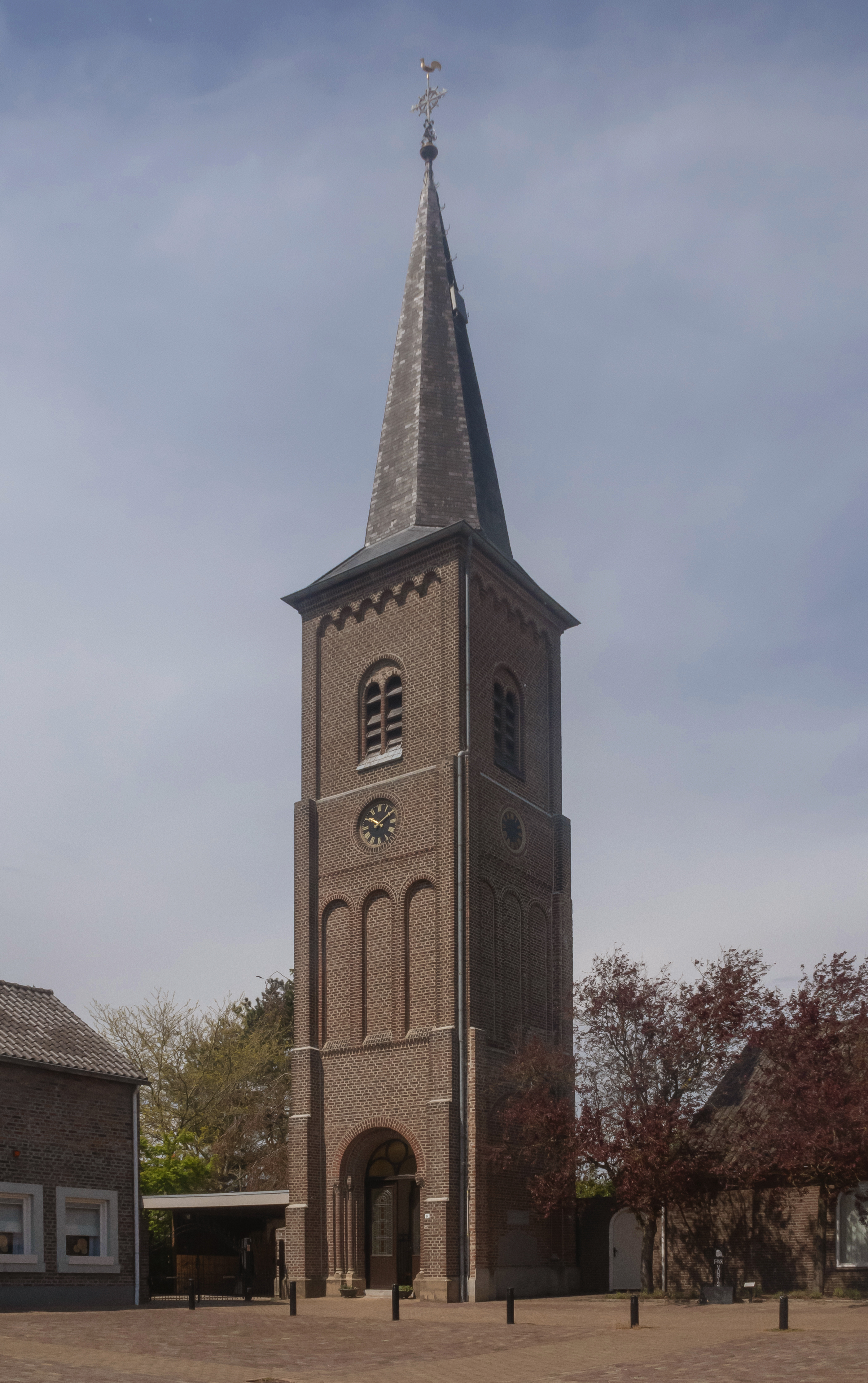
Clocher de l'église détachée de la Sint-Willibrorduskapel

Obbicht, en limbourgeois Obbeeg, est un village néerlandais situé dans la commune de Sittard-Geleen, dans la province du Limbourg néerlandais. Le 1er janvier 2007, le village comptait 2 020 habitants.

## Histoire
Jusqu'au 1er janvier 1982, Obbicht formait une commune avec Papenhoven, sous le nom d'Obbicht en Papenhoven.